# Кшивічкі
Кшивічкі (пол. Krzywiczki) — село в Польщі, у гміні Холм Холмського повіту Люблінського воєводства.

## Історія
За даними етнографічної експедиції 1869—1870 років під керівництвом Павла Чубинського, населення села становили римо-католики, які розмовляли українською мовою.
У 1975—1998 роках село належало до Холмського воєводства.